# ليون بلاك
ليون ديفيد بلاك (من مواليد 31 يوليو 1951)، هو مستثمر أمريكي في الأسهم الخاصة. وهو الرئيس التنفيذي السابق لشركة أبولو جلوبال مانجمنت، التي شارك في تأسيسها في عام 1990 مع مارك روان وجوش هاريس. كان بلاك رئيسًا لمتحف الفن الحديث من عام 2018 إلى عام 2021.

## التعليم
تعلم في كلية هارفرد للأعمال، ودارتموث، وجامعة هارفارد.